# Édgar de León
Édgar Francisco de León Cruz, (nacido el 2 de noviembre de 1964 en Santurce, Puerto Rico) es un exjugador de baloncesto puertorriqueño. Con 2.03 metros de estatura, jugaba en la posición de pívot. Es el hermano del también jugador de baloncesto Francisco de León.

## Clubes
- Actualizado hasta el 15 de diciembre de 2017.

| Club                            | País        | Año         |
| ------------------------------- | ----------- | ----------- |
| Cariduros de Fajardo            | Puerto Rico | 1981 - 1990 |
| Club Baloncesto Maristas Málaga | España      | 1990 - 1991 |
| Cariduros de Fajardo            | Puerto Rico | 1991        |
| Club Baloncesto Canarias        | España      | 1991 - 1992 |
| Cariduros de Fajardo            | Puerto Rico | 1992        |
| Club Atlético Independiente (N) | Argentina   | 1992 - 1993 |
| Cariduros de Fajardo            | Puerto Rico | 1993        |
| Club de Regatas San Nicolás     | Argentina   | 1993 - 1994 |
| Cariduros de Fajardo            | Puerto Rico | 1994        |
| Sport Club Cañadense            | Argentina   | 1994 - 1995 |
| Cariduros de Fajardo            | Puerto Rico | 1995        |
| Ferro                           | Argentina   | 1995 - 1996 |
| Guaiqueríes de Margarita        | Venezuela   | 1996        |
| Leones de Ponce                 | Puerto Rico | 1996        |
| Andino Sport Club               | Argentina   | 1996 - 1997 |
| Leones de Ponce                 | Puerto Rico | 1997 - 1998 |
| Criollos de Caguas              | Puerto Rico | 1999        |
| Mets de Guaynabo                | Puerto Rico | 2000        |
| Vaqueros de Bayamón             | Puerto Rico | 2001        |

## Participaciones en competiciones internacionales

### Juegos olímpicos
- Seúl 1988 7/12
- Barcelona 1992 8/12

### Mundiales
- España 1986 16/24
- Argentina 1990 4/16
- Canadá 1994 6/16
- Grecia 1998 11/16